# Bell 222
Bell 222 je dvoumotorový lehký užitkový vrtulník vyráběný společností Bell Helicopter Textron. Bell 230 a Bell 430 jsou vylepšené varianty tohoto vrtulníku s různými motory a dalšími změnami.

## Přehled

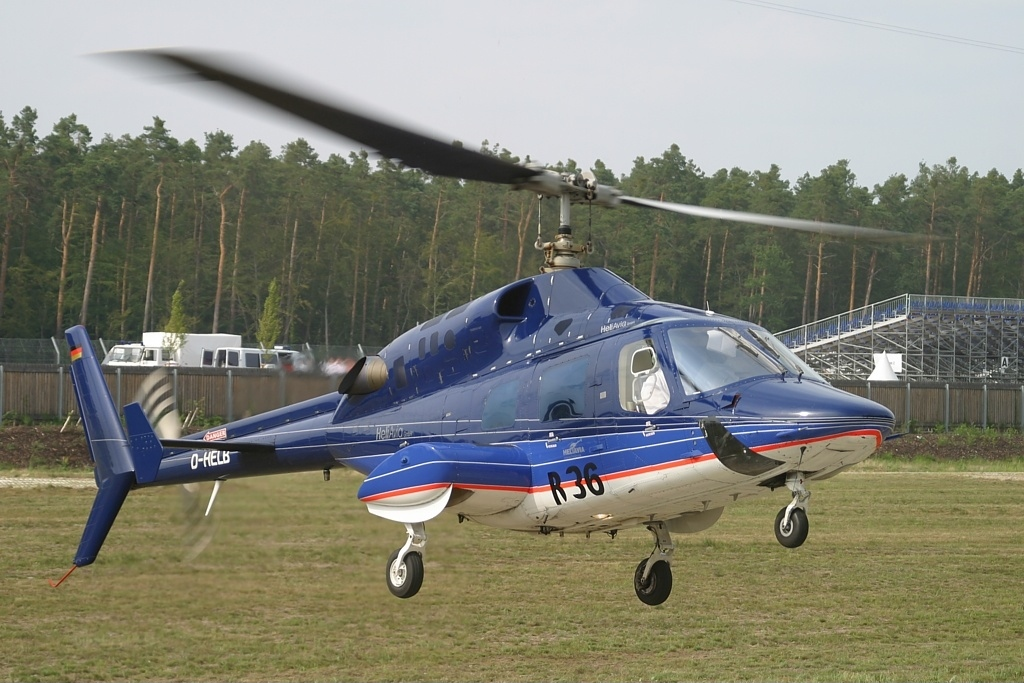
Bell 222B

Bell 222 má dva turbohřídelové motory, aerodynamický tvar a je dostupný ve verzích se zasunovacím podvozkem nebo s pevnými ližinami. Obvykle bývá řízen jedním pilotem, ale je možné i duální řízení. Vrtulník může být uzpůsoben pro 8 osob (spolu s pilotem), nebo až 10 osob ve verzi Bell 430.
Bell 222 byl lehce přepracován a uveden již s novými motory pod označením Bell 230. Dalšími úpravami motoru a systému rotoru byla uvedena varianta Bell 430.
Vedle velkého množství těchto vrtulníků v civilním letectví slouží pouze malé množství vrtulníků Bell 222 v armádě.

## Populární kultura
Bell 222 se proslavil díky televiznímu seriálu Airwolf, kde je hlavním hrdinou vrtulník, založený na variantě 222, s fiktivními úpravami, jako jsou výkonné zbraně nebo tryskové motory umožňující let nadzvukovou rychlostí.

## Varianty

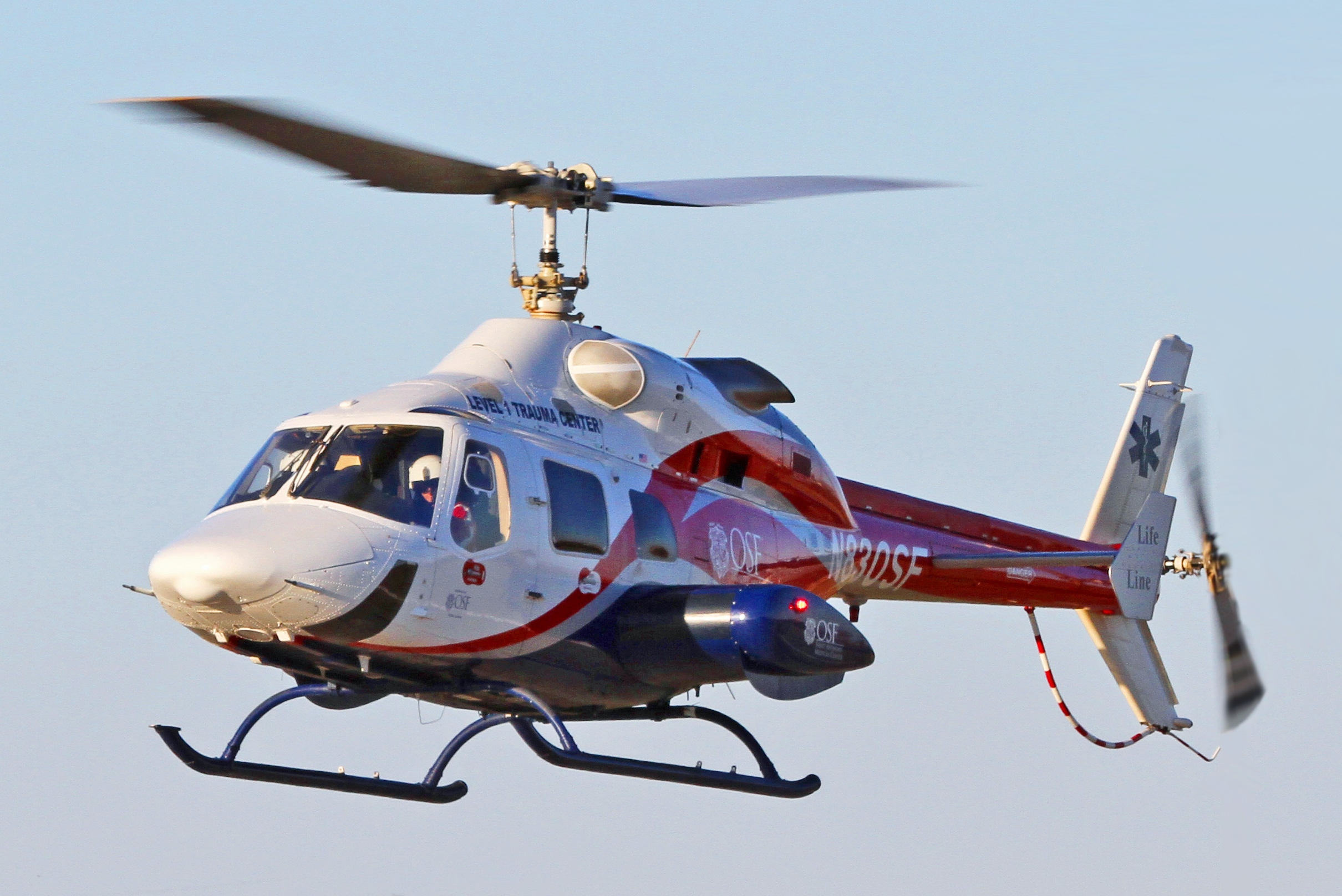
Bell 230 (N830SF)

### Bell 222
- V roce 1982 byl zvětšen hlavní rotor a přejmenován na Bell 222B
- V roce 1983 byla představena varianta 222B s ližinami a přejmenována na 222UT
- Během devadesátých let bylo množství vrtulníků Bell 222 kvůli spolehlivosti motorů Lycoming LTS101[zdroj⁠?!] upraveno na motory Allison Model 250 pod označením Bell 222SP.

### Bell 230
- V roce 1991 upravena varianta 222B. Byly přidány výkonnější motory s přejmenováním na Bell 230

### Bell 430
- V roce 1995 byla varianta 230 prodloužena (přidána další řada sedadel). Dále byly přidány výkonnější motory a čtyřlistý hlavní rotor.

## Specifikace (Bell 222)

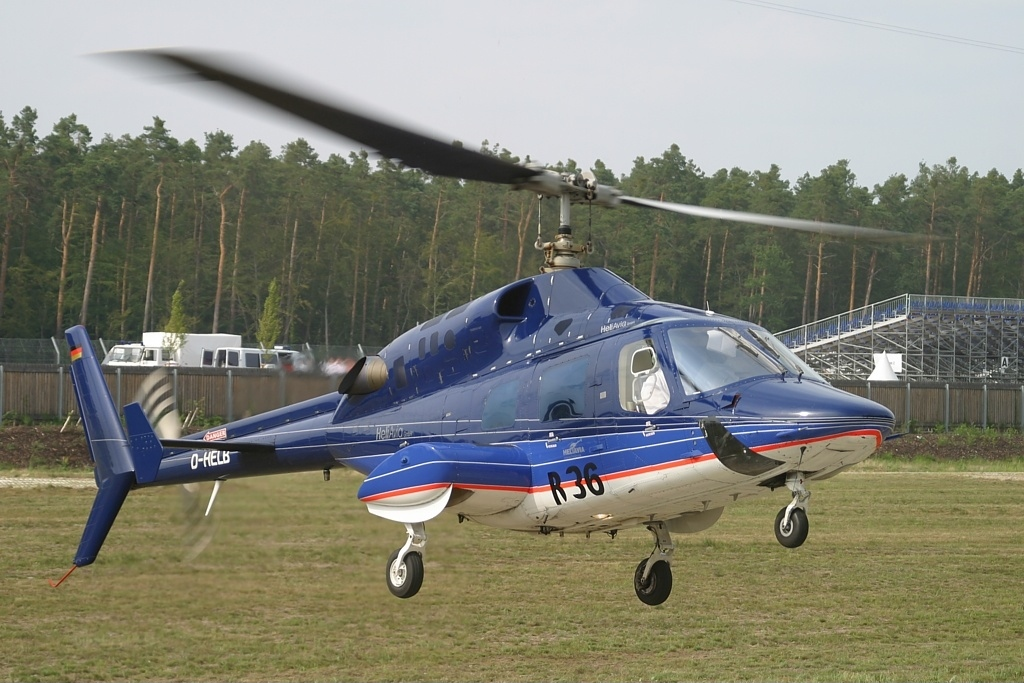
Bell 222B

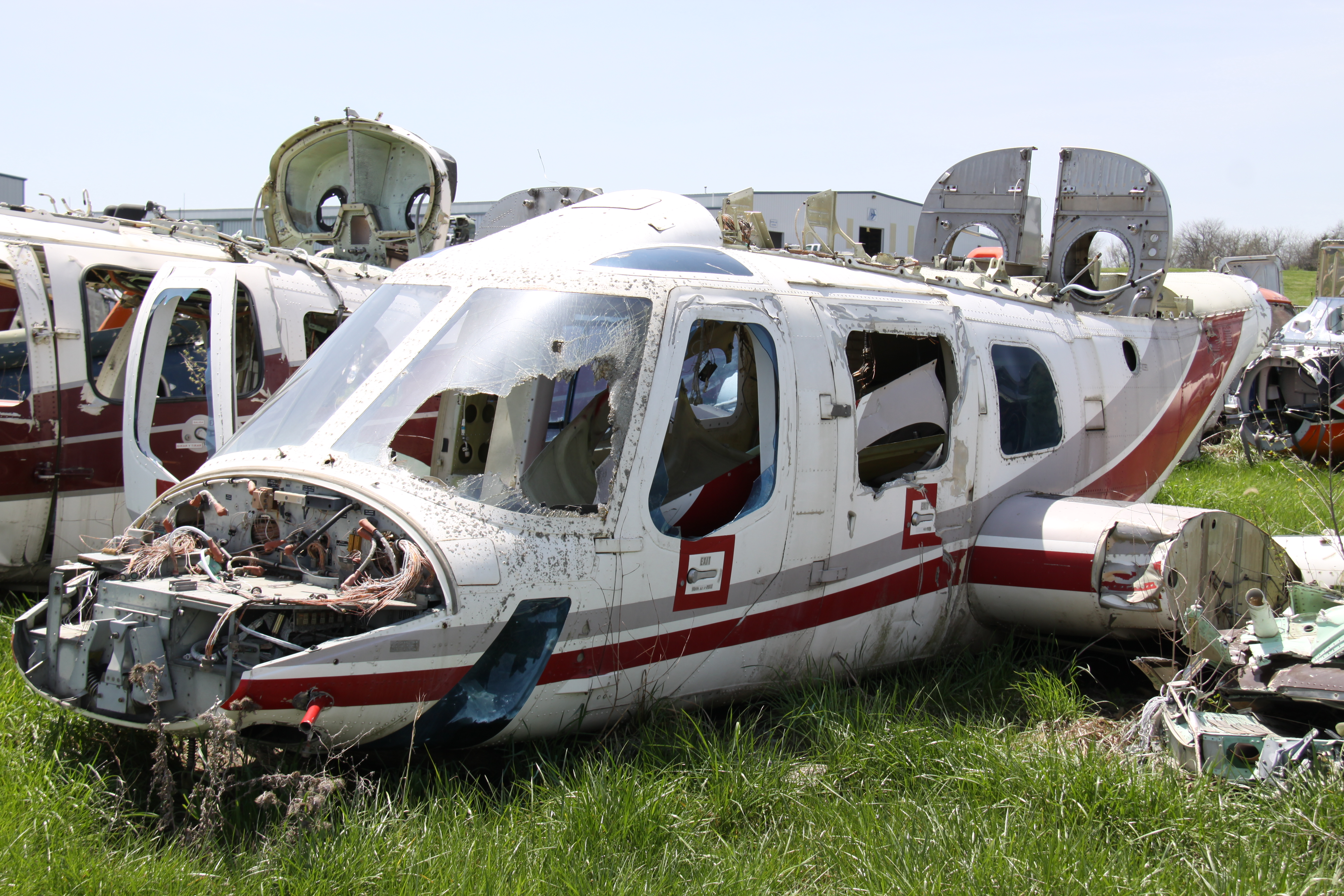
Vrak vrtulníku Bell 222

### Technické údaje
- Posádka: 1-2
- Kapacita: 8
- Délka: 15,1 m
- Výška: 3,56 m
- Průměr hlavního rotoru: 12,2 m
- Maximální vzletová hmotnost: 2066 kg
- Motor: 2x 461 kW

### Výkony
- Maximální rychlost: 240 km/h
- Dolet: 600 km
- Statický dostup: 2743 m
- Rychlost stoupání: 8,03 m/s

## Specifikace (Bell 230)

### Technické údaje
- Posádka: 1-2
- Kapacita: 8
- Délka: 15,32 m
- Výška: 3,56 m
- Průměr hlavního rotoru: 12,8 m
- Maximální vzletová hmotnost: 2312 kg
- Motor: 2x 520 kW

### Výkony
- Maximální rychlost: 260 km/h
- Dolet: 700 km
- Statický dostup: 3780 m
- Rychlost stoupání: 8,13 m/s

## Specifikace (Bell 430)

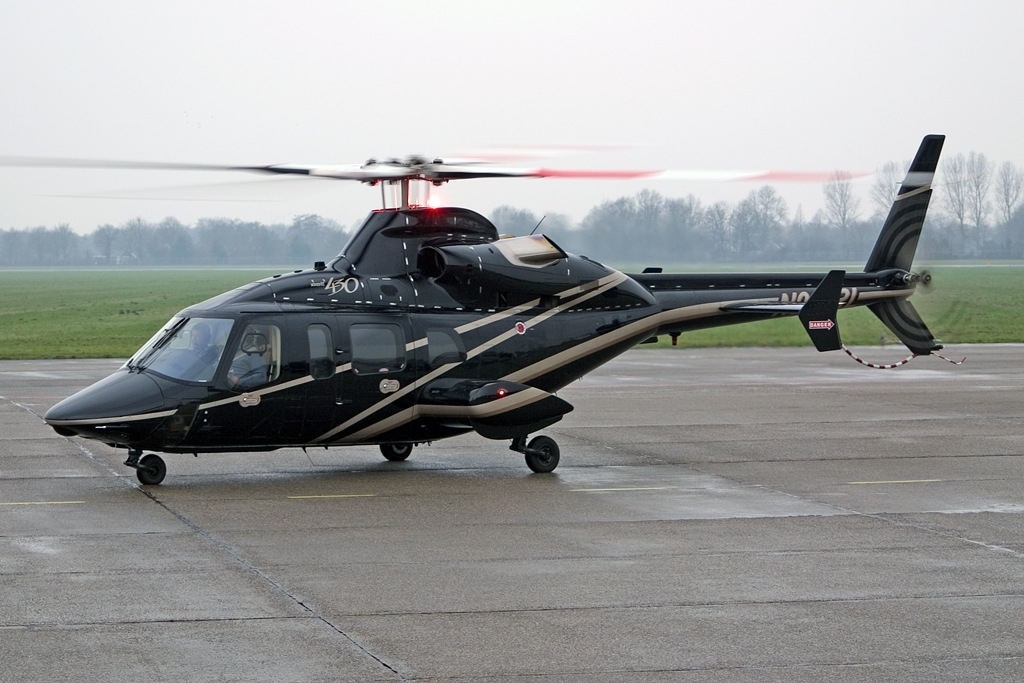
Bell 430

### Technické údaje
- Posádka: 1-2
- Kapacita: 10
- Délka: 15,32 m
- Výška: 3,73 m
- Průměr hlavního rotoru: 12,8 m
- Maximální vzletová hmotnost: 2406 kg
- Motor: 2x 584 kW

### Výkony
- Maximální rychlost: 260 km/h
- Dolet: 600 km
- Statický dostup: 3459 m